# Salduero
Salduero bezeichnet einen Ort und eine der flächenmäßig kleinsten Gemeinden Spaniens mit nur 145 Einwohnern (Stand: 2024) im Nordwesten der Provinz Soria in der Autonomen Gemeinschaft Kastilien-León. Die katholische Kirchengemeinde gehört zum Bistum Osma-Soria.

## Lage
Der Ort Salduero liegt am Río Duero in der Berglandschaft im Nordwesten der Provinz Soria in einer Höhe von ca. 1100 Metern ü. d. M. Die Entfernung zur südöstlich gelegenen Provinzhauptstadt Soria beträgt ca. 40 Kilometer (Fahrtstrecke). Die sehenswerte Nachbargemeinde Molinos de Duero ist nur einen Kilometer entfernt.

## Bevölkerungsentwicklung
| Jahr      | 1960 | 1970 | 1981 | 1991 | 2001 | 2010 |
| Einwohner | 392  | 335  | 229  | 216  | 196  | 184  |

In der ersten Hälfte des 20. Jahrhunderts lag die Zahl der Einwohner meist bei etwa 300. Die zunehmende Mechanisierung der Landwirtschaft und der daraus resultierende Verlust an Arbeitsplätzen haben in hohem Maße zu dem deutlichen Bevölkerungsrückgang der letzten Jahrzehnte beigetragen. 

## Wirtschaft
Der Ort lebte jahrhundertelang ausschließlich von der Landwirtschaft, die in Form der Selbstversorgung betrieben wurde. Heute spielt der Tourismus in Form der Vermietung von Ferienwohnungen (casas rurales) eine nicht unbedeutende Rolle für die Einnahmen des Ortes.

## Geschichte
Nach der arabisch-maurischen Eroberung entvölkerten sich weite Gebiete im Norden der Iberischen Halbinsel. Im 10. Jahrhundert begann unter dem kastilischen Grafen Gonzalo Téllez die in der zweiten Hälfte des 11. Jahrhunderts unter Alfons VI. vollendete Rückeroberung (reconquista), die in der Einnahme der etwa 250 Kilometer weiter südwestlich gelegenen Stadt Toledo (1085) ihren vorläufigen Höhepunkt fand. In dieser Zeit wurde Salduero von Siedlern aus dem Norden neu- oder wiederbesiedelt (repoblación).

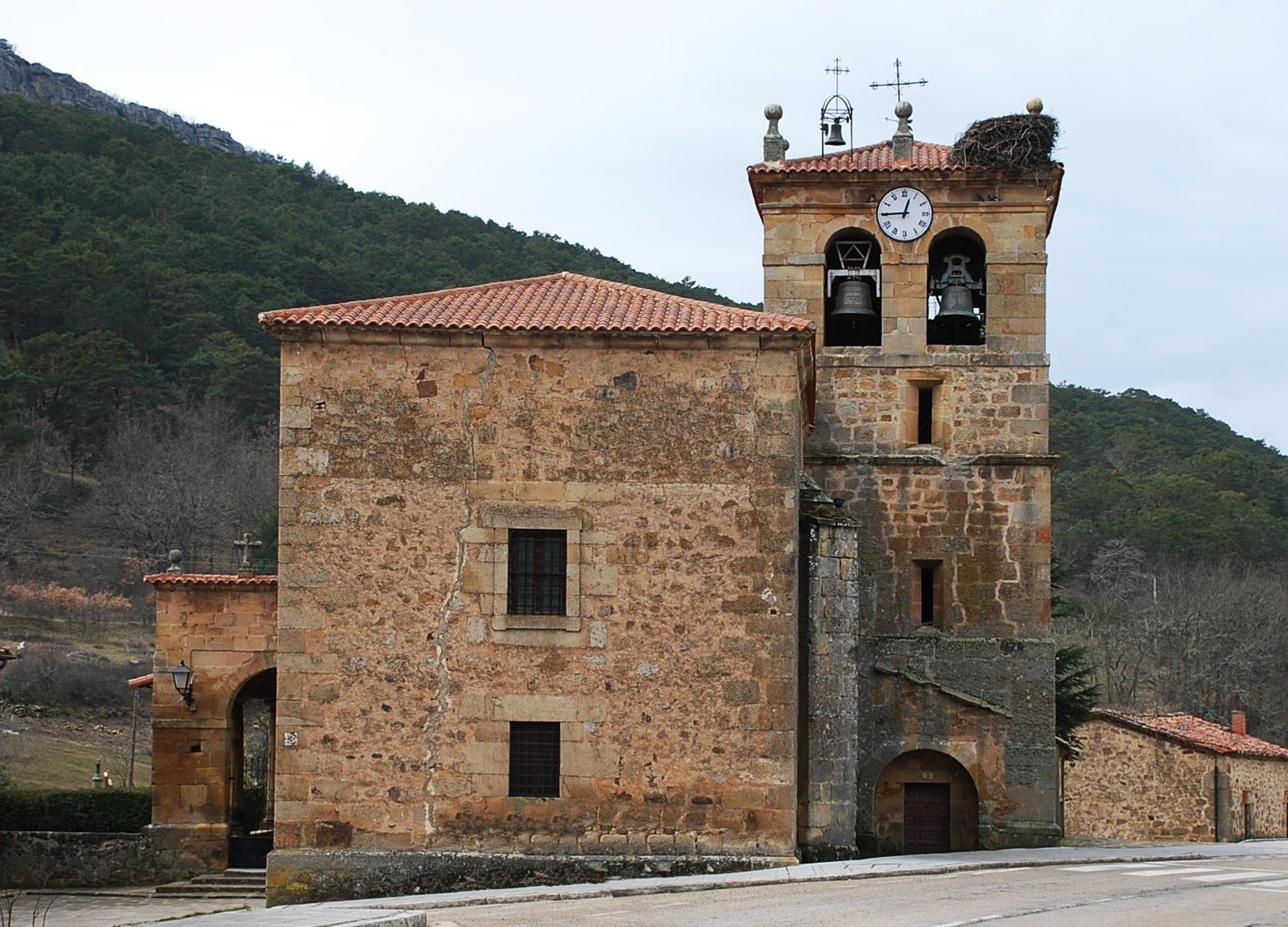
Iglesia San Juan Bautista

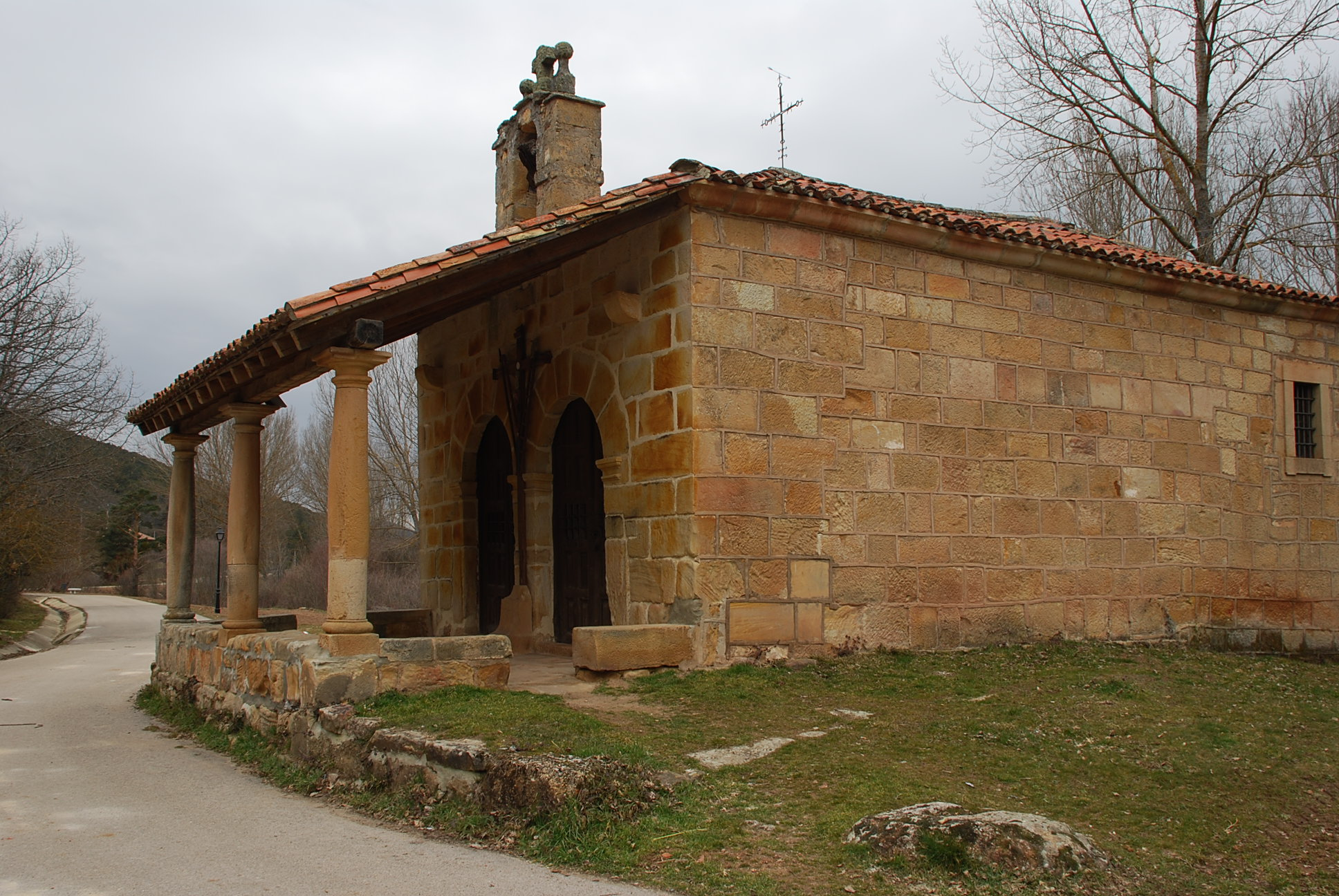
Ermita del Santo Cristo

## Sehenswürdigkeiten
- Die mit Ausnahme der Ecksteine und Fensterrahmungen aus Feldsteinen errichtete Pfarrkirche San Juan Bautista ist ein einschiffiger Bau im Übergangsstil zwischen Spätgotik und Renaissance mit geradem Chorschluss; der auf der Nordseite befindliche und komplett aus Hausteinen errichtete Glockenturm wurde jedoch erst im Jahr 1733 fertiggestellt. Das auf der Südseite gelegene Portal ist durch einen überdachten Vorbau (portico) geschützt. Im einschiffigen Inneren der Kirche befinden sich mehrere Barockaltäre.
- Die auf dem gegenüberliegenden Ufer gelegene Einsiedlerkirche (Ermita del Santo Cristo) stammt aus dem 17. oder 18. Jahrhundert; sie hat eine auf Säulen ruhende, schützende Vorhalle und einen kleinen Glockengiebel (espadaña).
- Die sechsbogige Brücke über den Duero ist ein Werk des 19. Jahrhunderts und wurde von Maurern aus dem Baskenland errichtet, von denen sich einige nach Fertigstellung der Brücke in Salduero niederließen.
- Dem in Salduero geborenen Künstler Maximino Peña Muñoz (1863–1940) wurde im Ort ein kleines Museum eingerichtet.